# Twang Dudes
Die Twang Dudes waren eine Rockband, die im Berlin der späten 1980er und frühen 1990er Jahre stark amerikanisch beeinflussten Folk- und Countryrock spielten.
U.E. Ford (aka Uwe Effertz) gründete die Twang Dudes als Vehikel für seine Songs und als musikalisches Experimentierfeld. Die Band war Teil der Berliner Roots-Rock-Szene, die sich um das Café Swing am Nollendorfplatz konzentrierte und teilte sich häufig die Bühne mit befreundeten Bands, wie Loup Garou, Lowlands, The Beatitudes und amerikanischen Underground-Größen wie Green on Red und Giant Sand.
Die Twang Dudes gelten als wichtiges Trainingslager für die Berliner Musikszene. Nach Verlassen der Band wurde Christian Hartje Bassist von Element of Crime und Cindia Knoke spielte Bass für Farin Urlaub, Joachim Witt und die Space Hobos. Uwe Effertz hat seit 1993 einen Wohnsitz in den USA und arbeitet als Produzent, Tontechniker und Musiker in Austin / TX, Tucson/ AZ und in New Mexico.
Ein Nebenprojekt der Twang Dudes waren die Gloomlifters.

## Diskografie
- 2nd Floor Ghost (1991; Cross-eyed lion)